# Dante R. Chialvo
Dante R. Chialvo es un profesor e investigador argentino. Se desempeña en la Universidad Nacional de General San Martín (Argentina) y es Miembro de la Carrera de Investigador del CONICET.
Junto con Per Bak, conjeturó que el cerebro podía ser estudiado como un sistema en criticalidad autorganizada.
En los primeros trabajos se proponía que el aprendizaje y la memoria en el cerebro 
operan en un régimen crítico. Trabajos posteriores proveyeron apoyo a estas conjeturas a diversas escalas.

Ha sido elegido Fulbright Scholar en 2005, Fellow de la American Physical Society en 2007 y Miembro de la Academia de Ciencias de América Latina en 2022.

## Publicaciones
Selección de sus publicaciones más citadas:
- Sporns, O., Chialvo, D. R., Kaiser, M., & Hilgetag, C. C. (2004). Organization, development and function of complex brain networks. Trends in cognitive sciences, 8(9), 418-425.
- Eguiluz, V. M., Chialvo, D. R., Cecchi, G. A., Baliki, M., & Apkarian, A. V. (2005). Scale-free brain functional networks. Physical review letters, 94(1), 018102.
- Chialvo, D.R. Emergent complex neural dynamics (2005). Nature Physics 6: 744-750.
- Baliki, M. N., Geha, P. Y., Apkarian, A. V., & Chialvo, D. R. (2008). Beyond feeling: chronic pain hurts the brain, disrupting the default-mode network dynamics. Journal of Neuroscience, 28(6), 1398-1403.